# 苏岛马雷蛤
苏岛马雷蛤（学名：Malletia sumatrensis），是弯锦蛤目豌豆蛤科豌豆蛤属的一种。主要分布于中国大陆，常栖息在水深1100米软泥底。